# Rachecourt-sur-Marne
Rachecourt-sur-Marne é uma comuna francesa na região administrativa de Grande Leste, no departamento de Haute-Marne. Estende-se por uma área de 5,65 km². Em 2010 a comuna tinha 786 habitantes (densidade: 139,1 hab./km²).